# Dysgnathia lichenosa
Dysgnathia lichenosa là một loài bướm đêm trong họ Noctuidae.